# North Country beagle
El North Country beagle, (beagle del Norte) era una raza de perros que existía en Gran Bretaña, probablemente hasta principios del siglo XIX. La fecha exacta de su extinción es desconocida, es probable que se haya ido cruzando con otras razas, en particular la raza beagle moderna, hasta que la línea de sangre real North Country beagle dejó de existir.
Sus orígenes son igualmente inciertos. La mayoría de los autores sugieren que fue desarrollado a partir de la talbot, raza de origen desconocido, pero que se supone tiene su origen en Normandía. El talbot fue un perro predominantemente blanco, lento y Sabueso. En algún momento los talbot fueron cruzados con galgos para darles un toque extra de velocidad, pero se mantuvieron usando más por su nariz que por su velocidad.
El North Country Beagle fue un gran perro huesudo con una cabeza cuadrada y de orejas largas. Principalmente criados en Yorkshire, era común en el norte de Inglaterra, pero por debajo del río Trent el Southern Hound el más abundante. 
El North Country beagle era mucho más rápido que su antecesor el talbot. El escritor y poeta Gervase Markham, quien escribió una serie de libros sobre la cría de animales a principios del siglo XVII, describió la North Country beagle de la siguiente manera:
... una cabeza más delgada, con una nariz larga, orejas y belfos menos profundas, anchas espaldas, vientre delgado, juntas de cola larga y pequeñas, y su forma general más delgados ...
Aparte del beagle se cree que el North Country beagle fue el antecesor de los actuales harriers y foxhounds entre otros. Coonhounds y sabuesos son propensos a haber tenido cierta influencia de la Southern Hound, y líneas de talbot, ya que son excelentes rastreadores, pero no tan rápidos como de otras razas sabueso.